# 萨默·麦金托什
萨默·麦金托什（英語：Summer McIntosh，2006年8月18日—），加拿大女子游泳运动员，主攻混合泳、自由泳和蝶泳。

## 生平
麦金托什在2014年开始加入家乡多伦多当地的俱乐部练习游泳，在观看2016年奥运加拿大游泳选拔赛后，她便开始以获得奥运资格作为目标。
2025年6月，麦金托什在維多利亞的加拿大游泳選拔賽上先後打破了女子400米自由泳、女子200米混合泳與女子400米混合泳的世界紀錄。

### 個人生活
萨默·麦金托什的母亲吉尔同样曾从事游泳运动，姐姐布鲁克则从事花样滑冰运动。